# 甲府市立笛南中学校
甲府市立笛南中学校（こうふしりつ てきなんちゅうがっこう）は、山梨県甲府市下曽根町にある公立中学校。
中道町立中道南中学校、中道北中学校、豊富村立豊富中学校の3校が併合して笛南中が創立された。そして、中道町豊富村中学校組合笛南中学校、豊富村の合併による中央市中道町中学校組合立笛南中学校、中道町の合併による甲府市中央市中学校組合立笛南中学校を経て今日に至る。また、分校として桜木分校がある。
学園祭は「桑葉祭」という。

## 沿革
- 昭和40年4月に開校。

## 校歌
昭和40年11月12日に制定。作詞は藤原洸。作曲は京嶋信。

## 関係項目
- 甲府市